# Eysturoy

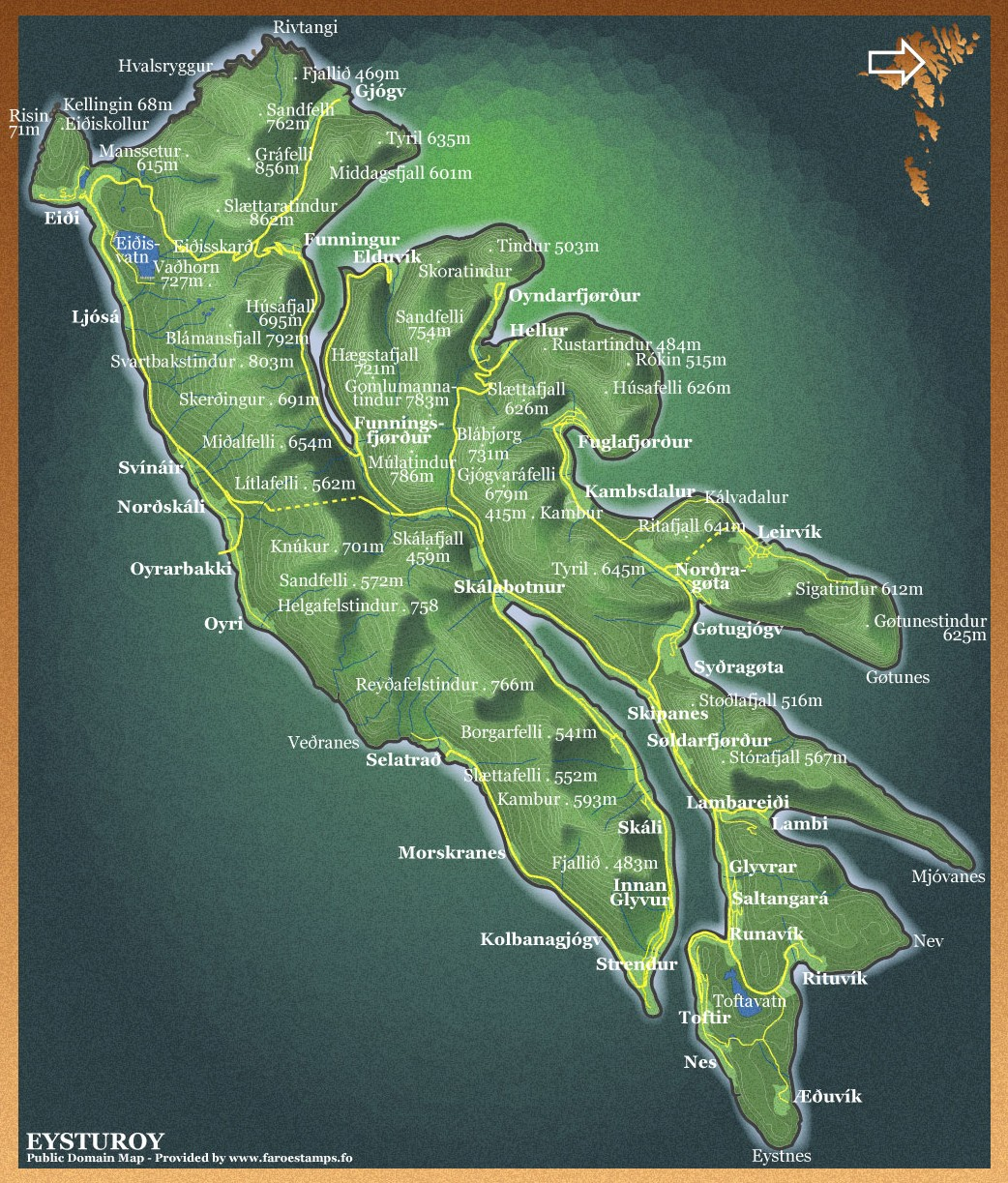
Detaljerad karta över Eysturoy.

Eysturoy (IPA: ['ästroi], danska: Østerø) är den näst största ön på Färöarna med en total area på 286,3 km² och ett invånarantal på 11 274

## Administrativ indelning
Förvaltningsmässigt utgör ön regionen Eysturoya sýsla.

## Geografi
På Eysteroy finns berget Blábjørg som har sin topp 732 meter över havet. Några andra berg är Dalkinsfjall (719 m ö.h.), Húsafjall (695 m ö.h.), Lokkafelli (646 m ö.h.), Ritafjall (641 m ö.h.), Vaðhorn (727 m ö.h.), Knúkur (699 m ö.h.), Gjógvaráfjall (678 m ö.h.) och Tyril (639 m ö.h.) 

## Bildgalleri

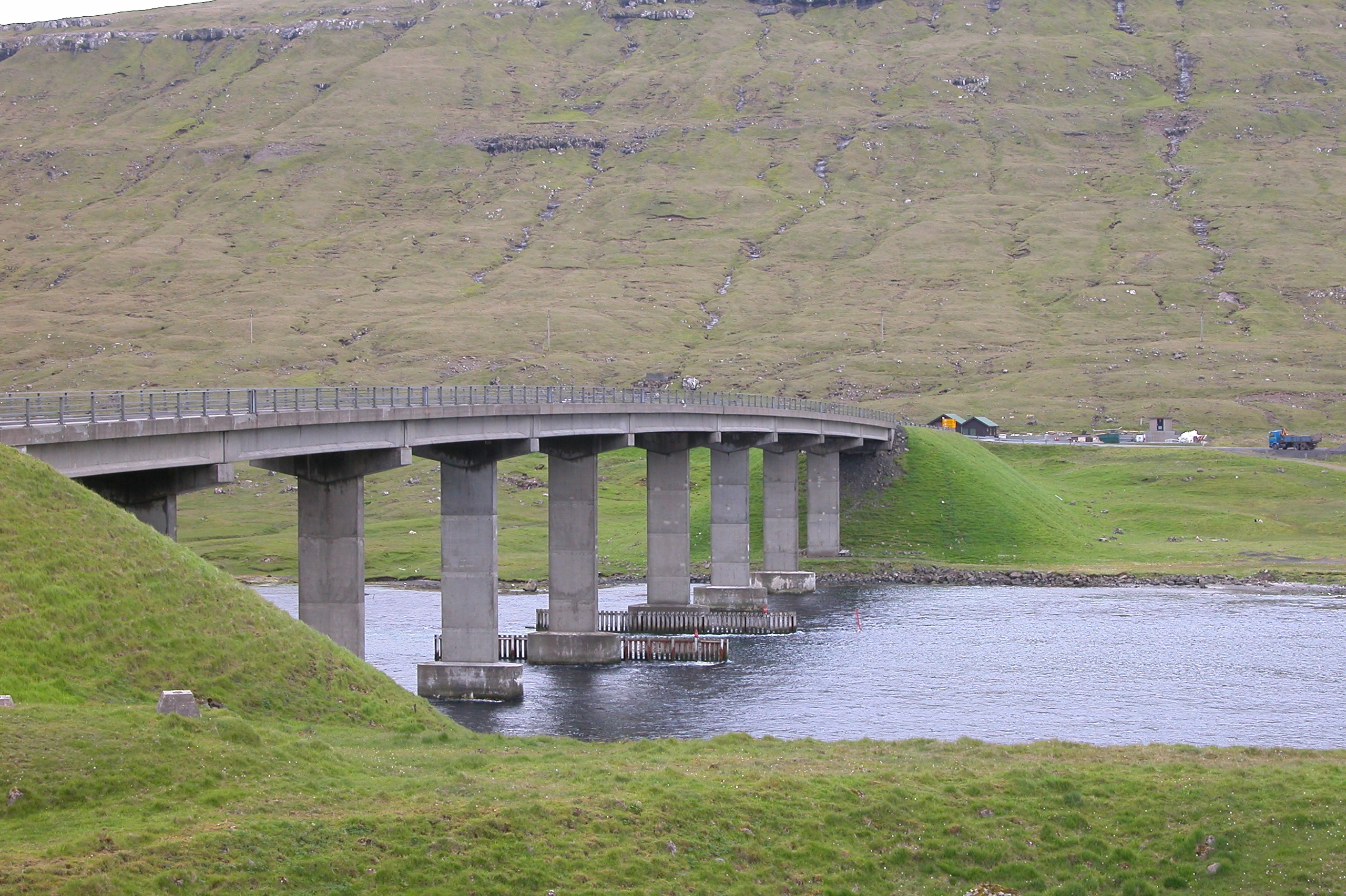
Bron mellan Streymoy och Eysturoy
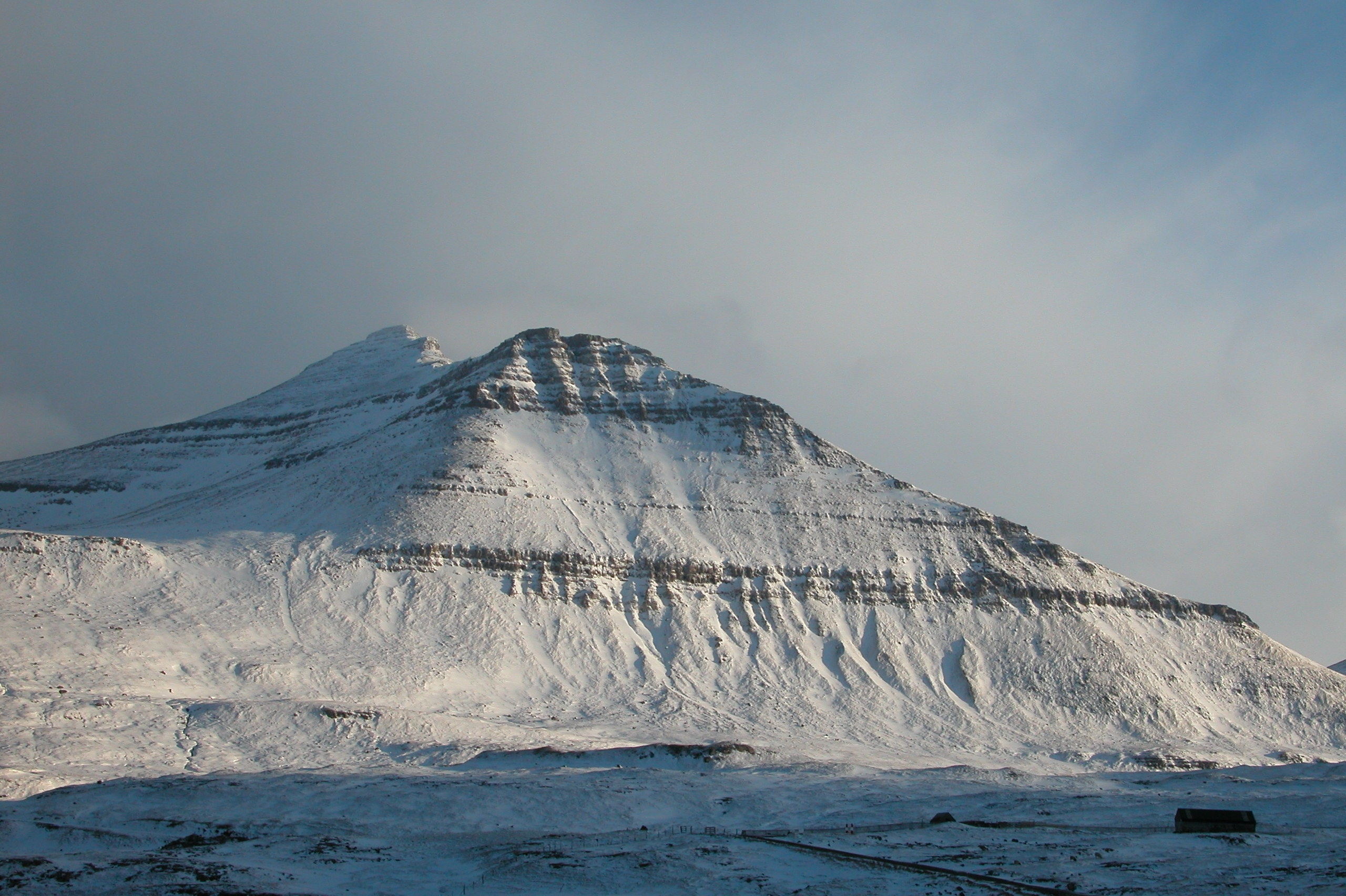
Slættaratindur
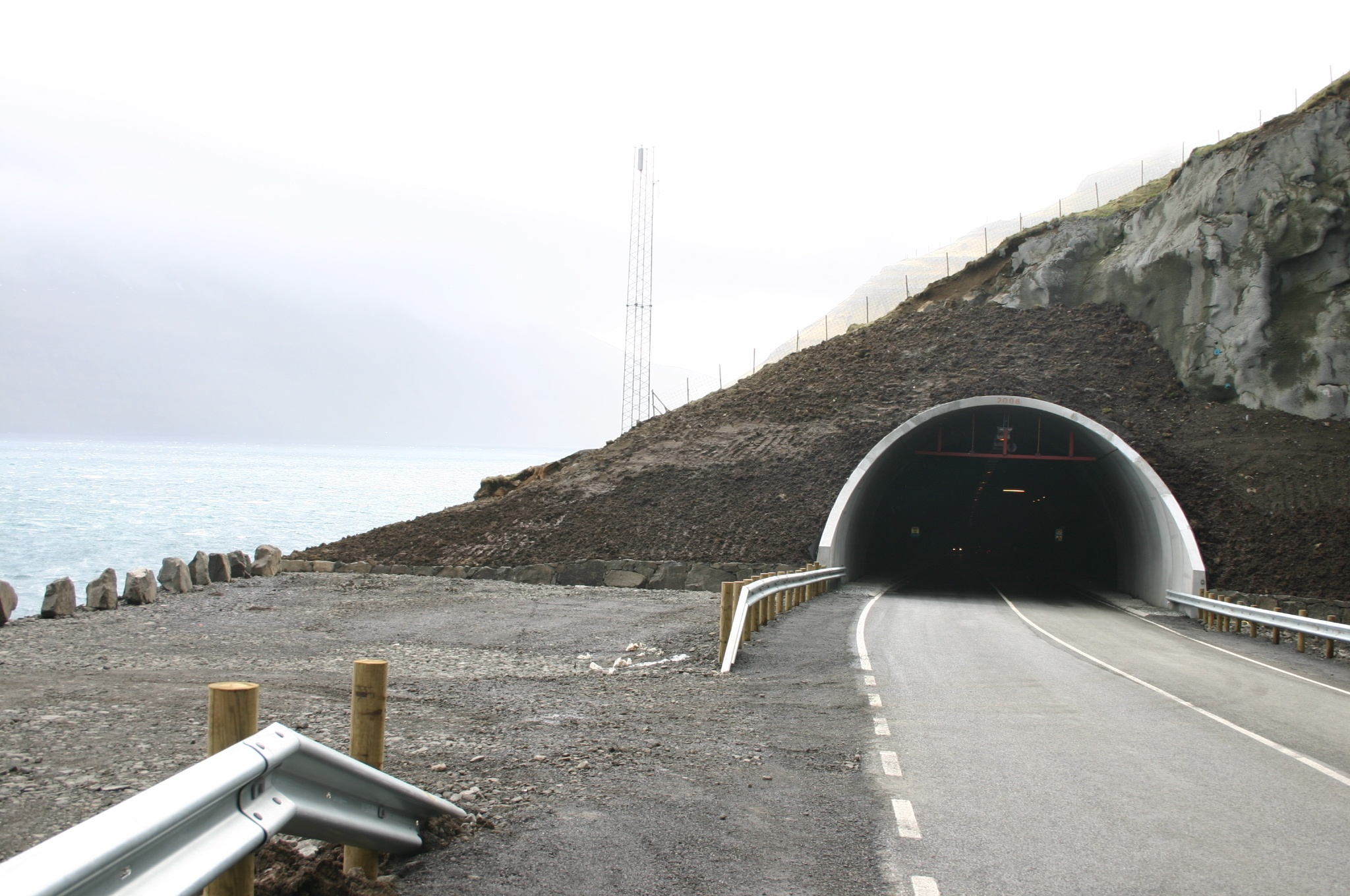
Nordötunneln (Norðoyatunnilin)